# Miryam Roper
Miryam Roper-Yearwood (ur. 26 czerwca 1982) – niemiecka i panamska judoczka. Dwukrotna olimpijka. Zajęła szesnaste miejsce w Londynie 2012 i siedemnaste w Rio De Janeiro 2016. Walczyła w wadze lekkiej.
Brązowa medalistka mistrzostw świata w 2013; piąta w 2011 i 2017; uczestniczka mistrzostw w 2014, 2015, 2018 i 2019, a także zdobyła cztery medale w drużynie. Startowała w Pucharze Świata w latach 2006–2012. Zdobyła srebrny medal na mistrzostwach Europy w 2014 i brązowy w 2012. Druga i trzecia na igrzyskach europejskich w 2015. Brązowa medalistka igrzysk panamerykańskich w 2019. Triumfatorka igrzysk Ameryki Środkowej i Karaibów w 2018. Mistrzyni panamerykańska w 2020 i trzecia w 2018 roku.

## Letnie Igrzyska Olimpijskie 2012
| Konkurencja | Rundy eliminacyjne    | Klas. końcowa |
| Konkurencja | Przeciwnik I          | Miejsce       |
| ----------- | --------------------- | ------------- |
| 57 kg       | Rafaela Silva (BRA) P | 16.           |

## Letnie Igrzyska Olimpijskie 2016
| Konkurencja | Rundy eliminacyjne    | Klas. końcowa |
| Konkurencja | Przeciwnik I          | Miejsce       |
| ----------- | --------------------- | ------------- |
| 57 kg       | Rafaela Silva (BRA) P | 17.           |